# 日本イベント産業振興協会
一般社団法人日本イベント産業振興協会は、イベントの企画制作から主催側まで、幅広い分野にわたる企業や団体で構成される一般社団法人。
英語表記（Japan Association for the Promotion of Creative Events）からJACEと略す。

## 概要
- 所在地：〒102-0082　東京都千代田区一番町13番7号 一番町KGビル3階
- 1989年（平成元年）8月28日設立
- 初代会長：盛田昭夫（当時：ソニー会長）
- 現会長：石井直（電通会長）

## 沿革
- 1989年8月28日 通商産業省（現・経済産業省）の外郭団体として設立許認可される。盛田昭夫（ソニー株式会社会長・当時）初代会長就任。
- 1990年2月 第1回　海外イベント実態視察調査団派遣、以降、毎年派遣。
- 1991年6月 第1巻　「イベントデータブック」発刊
- 1992年7月 ジャパンエキスポ大賞実施、以降、9博覧会で実施。
- 1993年6月 国内イベント市場規模推計結果公表、以降、毎年公表。
- 1994年9月 イベント業務管理者資格認定事業者として通商産業大臣（現・経済産業大臣）から認定
- 1995年3月 佐治敬三（サントリー株式会社会長・当時）会長就任
- 1995年6月 第1回イベント業務管理者資格認定
- 1997年9月 関連団体「イベント業務管理者の会」発足
- 1997年12月 第1回イベント検定試験合格者認定、以降、毎年認定。
- 1999年6月 関本忠弘（日本電気株式会社取締役相談役・当時）会長に就任、2005年（財）日本国際博覧会協会副会長に就任。
- 1999年 イベント業務管理者資格、JACE認定となる。
- 1999年6月 「イベント白書'99」発刊
- 1999年7月 「イベント用語辞典」発刊
- 2000年1月 協会設立10周年記念イベントフォーラム、式典開催。
- 2000年6月 「イベント白書2000」発刊
- 2001年4月 「愛知万博支援室」「地域イベントコンサルティングセンター」発足
- 2002年10月 「イベントに関する安全管理フォーラム」開催
- 2003年3月 「安全フォーラムin名古屋」開催
- 2003年4月 「ブロードバンド時代の映像著作権」セミナー開催
- 2003年6月 福川伸次（元・通商産業省事務次官）会長就任
- 2005年1月 協会設立15周年事業「日本イベント大賞」実施
- 2005年6月 中村雅哉（株式会社ナムコ会長）会長就任
- 2006年12月 上海博日本館に関する調査事業受託
- 2008年5月 「イベントJAPAN」開催、以降、毎年開催。
- 2009年10月 イベントマネジメント国際標準（ISO20121）規格策定参画
- 2011年10月 「スポーツイベント検定」開始
- 2013年4月 社団法人から一般社団法人へ移行